# Paul Marie Bonaparte
Paul Marie Bonaparte (Canino, 3 november 1808 – bij Nauplion, 5 december 1827), prince français (sinds 22 maart 1815), was de vierde zoon van Lucien Bonaparte, een broer van Napoleon Bonaparte, en diens tweede vrouw Alexandrine de Bleschamp. Hij nam in 1827 aan de Griekse Onafhankelijkheidsoorlog deel, waar hij als ondercommandant van Thomas Cochrane op het fregat Hellas grote moed toonde. Toen Cochrane in december 1827 in de haven van Nauplion twee Turkse schepen wilde aanvallen, snelde Paul Marie naar zijn kajuit om een wapen te halen. Daarbij schoot hij zichzelf per ongeluk dood.